# 행복한 책 읽기 (MBC)
《행복찬 책 읽기》는 2001년 11월 6일부터 2003년 4월 22일까지 MBC TV에서 방송되었던 삶의 지혜와 정보를 시청자들에게 전달하여 책 정보로 제작한 시사 교양 프로그램이었다.

## 기획 의도
TV, 인터넷 등 다양하고 자극적인 정보의 홍수 속에 사는 현대인들에게 '책'이라는 주제는 너무나 따분하고, 재미없는 이야기일지 모르며, 하지만 이 프로그램은 역설적으로 고전에서부터 교양, 실용서적에 이르는 다양한 책 이야기를 통해 세월이 가도 변하지 않는 삶의 지혜와 정보를 시청자들에게 전달함으로써활자매체의 새로운 가능성을 열어가고자 했던 프로그램이었다

## 진행자
- 박경추 아나운서국 국장
- (故) 정은임 前 아나운서